# Johannes Ringk
Johannes Ringk ou Ringck, né le 27 juin 1717 à Frankenhain (Saint-Empire) et mort le 24 août 1778 à Berlin, est un compositeur et organiste allemand.

## Biographie
Il étudie l'orgue avec Johann Peter Kellner à Gräfenroda puis avec Gottfried Heinrich Stölzel à Gotha. À partir de 1740, il enseigne la musique à Berlin et en 1754, il devient organiste à la Marienkirche, poste qu'il occupe jusqu'à sa mort.

## Œuvres
Il compose des œuvres pour orgue, des concertos et probablement un opéra. Parmi les travaux qui nous sont parvenus, il faut citer les nombreuses copies d'œuvres de compositeurs célèbres, notamment la cantate de Johann Sebastian Bach Weichet nur, betrübte Schatten, BWV 202, et la plus ancienne des copies de la Toccata et fugue en ré mineur, BWV 565. Il est possible que ces copies aient été faites sur des versions issues de la collection de Kellner, un élève de Bach. Cette collection, constituée aux alentours de 1725, est aujourd'hui la plus importante des sources des œuvres de Bach.

## Source de traduction
- (en) Cet article est partiellement ou en totalité issu de l’article de Wikipédia en anglais intitulé « Johannes Ringk » (voir la liste des auteurs).